# Boulangerie de la Couronne
La boulangerie de la Couronne (suédois : Kronobageriet) est un bâtiment situé dans le quartier d'Östermalm au centre de Stockholm en Suède. Remontant en partie à la première moitié du XVIIe siècle, c'est le plus ancien bâtiment industriel subsistant de la capitale suédoise. Il est classé monument historique d'État (suédois : statligt byggnadsminne) depuis 1935.
Après avoir servi entre autres de boulangerie à usage des forces armées pendant plus de trois siècles, le bâtiment a été converti en musée dans les années 1970.

## Emplacement
La boulangerie de la Couronne est située dans le coin sud-ouest d'Östermalm, rue Sibyllegatan, à proximité immédiate du théâtre dramatique royal et du musée de l'Armée, et non loin de l'église Hedwige-Éléonore.

## Architecture
La boulangerie de la Couronne est un bâtiment long d'environ 80 mètres, orienté nord-sud. Il s'agissait à l'origine de deux bâtiments construits au XVIIe siècle qui ont été réunis au XVIIIe siècle par un bâtiment central. L'ensemble présente une façade uniforme le long de la rue Sibyllegatan, mais la succession des trois édifices se remarque à leurs socles et à leurs toits de hauteurs inégales. Côté est, on est en présence d'un appendice car le bâtiment le plus au nord avait une forme en « L ». Les façades blanches sont parsemées de petites fenêtres abritées par des volets noirs en fer. Les ancres en forme de couronnes montrent que le bâtiment était possession royale. On retrouve de telles ancres de façade à Stockholm par exemple sur les deux immeubles dits långa raden à Skeppsholmen.

## Histoire
La boulangerie de la Couronne a une origine militaire : il s'agit de l'un des nombreux édifices destinés au support de l'Amirauté, située au début du XVIIe siècle sur la presqu'ile de Blasieholmen. La date de construction des deux premiers bâtiments n'est pas connue avec certitude. Constatant qu'ils ne figurent pas sur les plans de Stockholm des années 1620, tandis qu'ils sont présents sur des plans de la deuxième moitié du XVIIe siècle, les historiens font le rapprochement avec divers documents d'archive évoquant dans les années 1640 la construction par l'Amirauté d'un magasin à provisions (bâtiment nord) et d'une boulangerie équipée de quatre fours à pain (bâtiment sud).
En 1697, un incendie détruit le château Tre Kronor au cœur de Stockholm. Un nouveau lieu de stockage doit être trouvé pour les armes et munitions qui y étaient entreposées. L'ancien magasin à provisions, vide depuis le départ de la flotte pour Karlskrona dans les années 1680, est choisi. Le bâtiment nord subit alors diverses modifications : remplacement du toit, agrandissement des fenêtres, renforcement des planchers, etc. C'est sans doute aussi à cette occasion qu'un cartouche du roi Jean III, daté de 1580, est ajouté à la façade du bâtiment. Ce cartouche anachronique, qui provient probablement des ruines du château Tre Kronor, est à l'origine de nombreuses légendes sur les origines de la boulangerie de la Couronne.
La décision de construire le bâtiment central est prise en 1719. Dans les dernières années de la grande guerre du Nord, nombreuses sont les troupes stationnées à Stockholm, et les besoins en nourriture sont d'autant plus importants. Il s'agit donc d'agrandir la boulangerie, et tandis que le bâtiment sud abrite quatre fours à pain, le bâtiment central en contient neuf. L'entrepôt d'armes et de munitions reste quant à lui à sa place dans la partie nord du nouvel édifice, malgré les risques inhérents à la coexistence en un même lieu de fours et d'explosifs.
La façade sud du bâtiment est démolie et reconstruite dans les années 1770. À partir de 1848, l'ancien magasin à provisions est utilisé par le régiment d'artillerie de Svea : des cuisines, une salle à manger et une salle de gymnastique y sont aménagées. Au XIXe siècle, la boulangerie est quant à elle modernisée, avec l'arrivée d'une machine à vapeur et de l'électricité. Après d'importants travaux de rénovation en 1928-1929, le bâtiment est classé monument historique en 1935. Dix ans plus tard, en 1945, un incendie spectaculaire se déclare dans la partie nord du bâtiment, mais les dégâts sont peu importants.
La production de pain cesse définitivement en 1958. En 1974, la décision est prise d'utiliser les locaux vacants pour l'hébergement du musée du théâtre et de la musique, une institution créée à la fin du XIXe siècle. L'intérieur du bâtiment est réaménagé sous la direction de l'architecte Kjell Abramson. Inauguré en 1979, le musée ferme ses portes définitivement trente-cinq ans plus tard, en 2014. En 2016, c'est une nouvelle institution, le musée des arts scéniques (suédois : scenkonstmuseet), qui devrait voir le jour dans l'ancienne boulangerie.